# Calyptotis ruficauda
Calyptotis ruficauda — вид сцинкоподібних ящірок родини сцинкових (Scincidae). Ендемік Австралії.

## Поширення і екологія
Calyptotis ruficauda мешкають в прибережних районах на північному сході штату Новий Південний Уельс, від Акацієвого плато на південь до міста Буладела. Вони живуть у вологих і сухих склерофітних лісах, в лісові підстилці, під камінням і поваленими деревами, трапляються на плантаціях.